# Avezan
Avezan ist eine französische Gemeinde mit 87 Einwohnern (Stand: 1. Januar 2022) im Département Gers in der Region Okzitanien. Sie gehört zum Kanton Fleurance-Lomagne und zum Arrondissement Condom.
Nachbargemeinden sind Mauroux im Norden, Gaudonville im Osten, Tournecoupe im Süden, Saint-Léonard im Südwesten und Saint-Clar im Westen. 

## Bevölkerungsentwicklung
| Jahr                      | 1962 | 1968 | 1975 | 1982 | 1990 | 1999 | 2008 | 2016 |
| ------------------------- | ---- | ---- | ---- | ---- | ---- | ---- | ---- | ---- |
| Einwohner                 | 115  | 99   | 84   | 77   | 83   | 84   | 76   | 104  |
| Quelle: Cassini und INSEE |      |      |      |      |      |      |      |      |

## Sehenswürdigkeiten

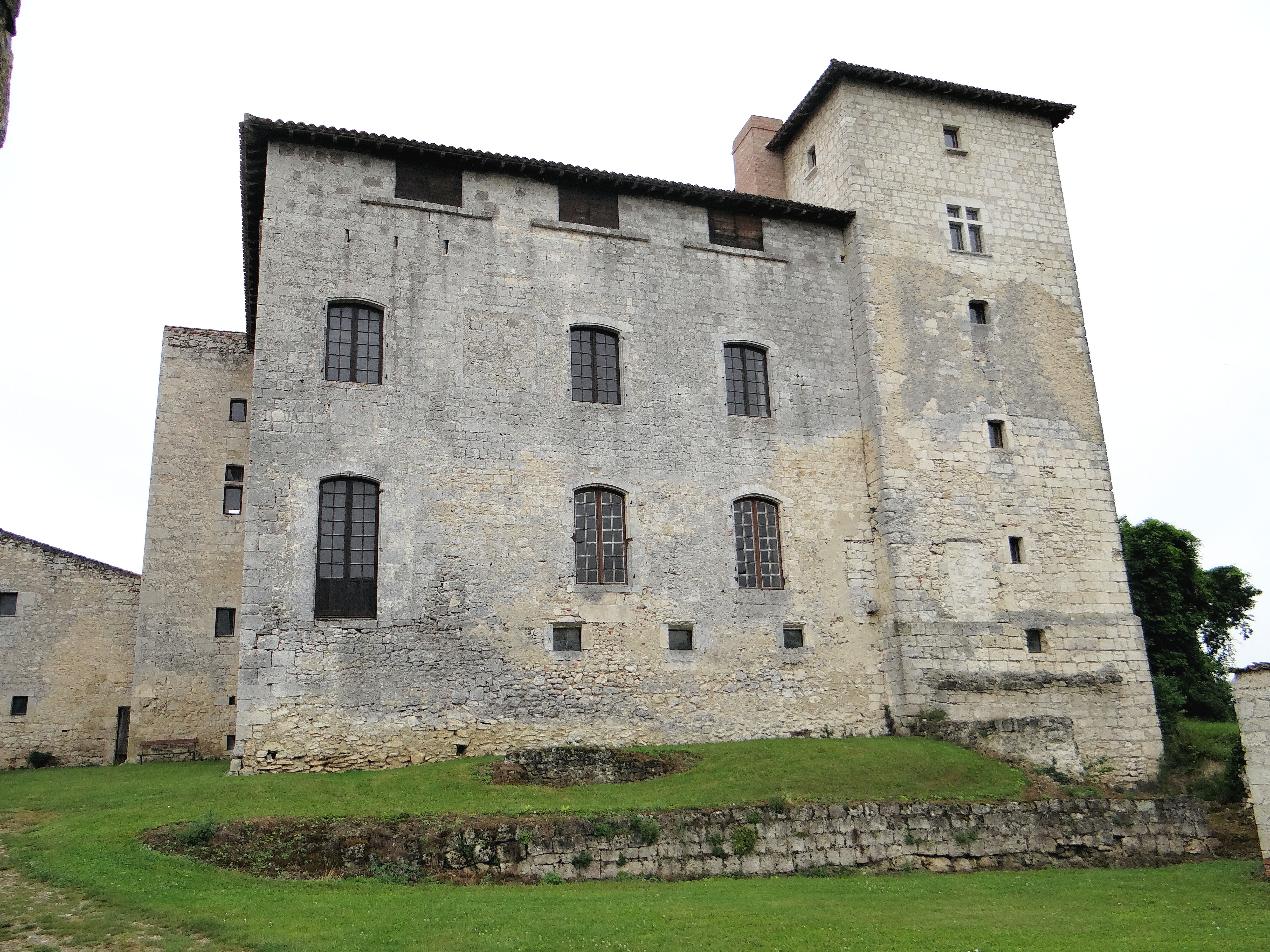
Schloss Avezan

- Schloss Avezan